# Microdrosophila mabi
Microdrosophila mabi är en tvåvingeart som beskrevs av Burla 1954. Microdrosophila mabi ingår i släktet Microdrosophila och familjen daggflugor.
Artens utbredningsområde är Elfenbenskusten. Inga underarter finns listade i Catalogue of Life.